# Cochemiea setispina
Cochemiea setispina es una especie de planta suculenta perteneciente al género Cochemiea, dentro de la familia Cactaceae. Es endémica del noroeste de México (centro de Baja California) y anteriormente se le conocía como Mammillaria setispina.

## Descripción

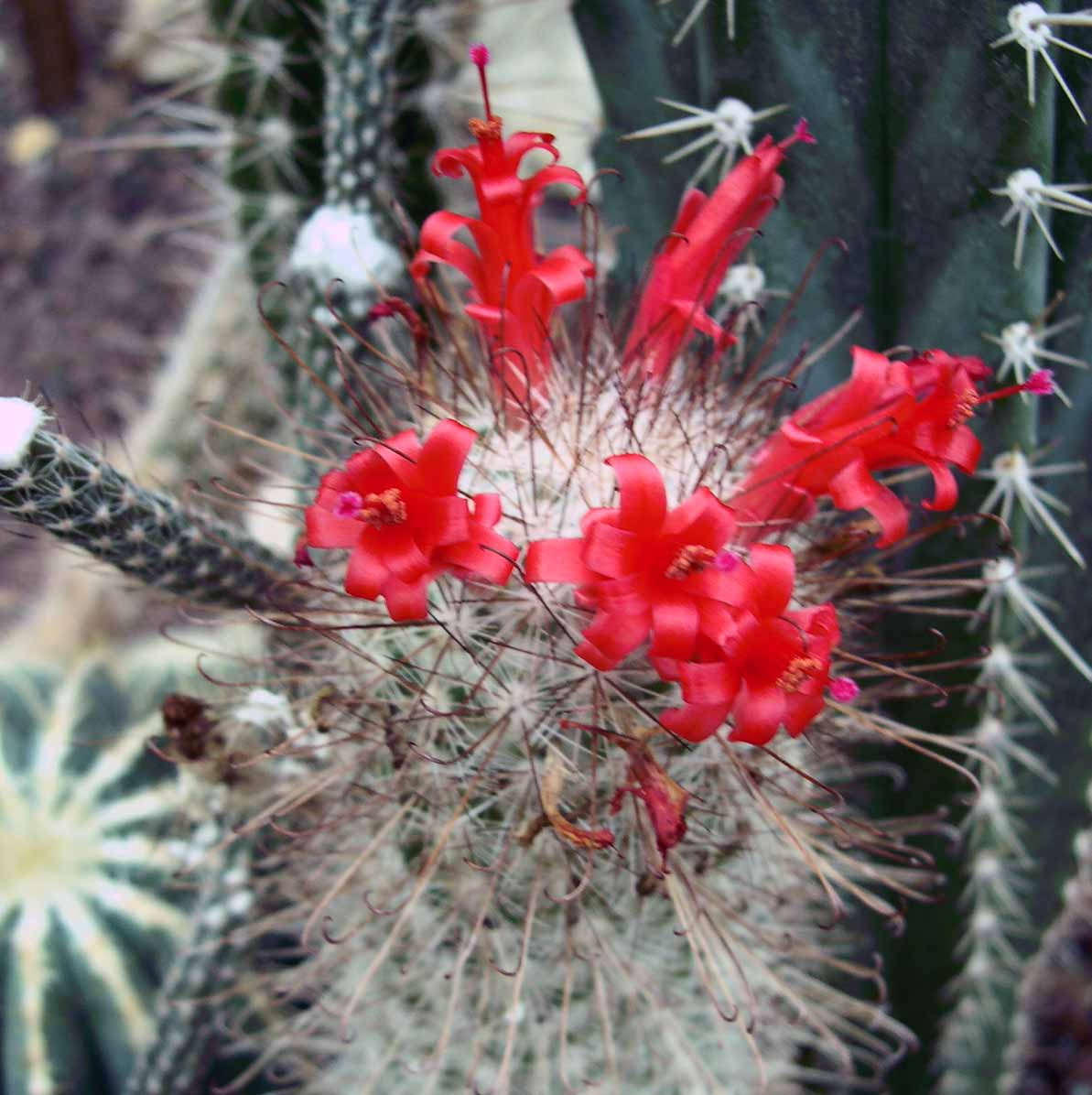
Detalle de las flores

Cochemiea setispina es una especie de cactus que se ramifica desde la base, formando agrupaciones de hasta 30 tallos, alcanzando una extensión de hasta 2 m de diámetro. Los tallos individuales son de color verde grisáceo, ascendentes y crecen hasta 30 cm de largo y de 3 a 6 cm de diámetro. 
Los tallos están cubiertos de tubérculos cónicos dispuestos en espiral, no producen savia lechosa (látex) y sus axilas (espacio que hay entre los tubérculos) son lanudas. Las areolas presentan entre 1 y 4 espinas centrales rígidas de 2 a 5 cm de largo, siendo la inferior la más larga, muy ganchuda y frecuentemente torcida. También tienen de 10 a 12 espinas radiales mucho más flexibles y de color blanquecino con las puntas oscuras, de 1 a 3,5 cm de largo.
Las flores son zigomorfas, tubulares y miden de 5 a 6 cm de largo. Son de color rojo escarlata y los estambres sobresalen fuertemente. Los frutos son de color rojo oscuro, tienen forma de huevo y miden unos 2 cm de largo. En su interior contienen semillas de color negro.

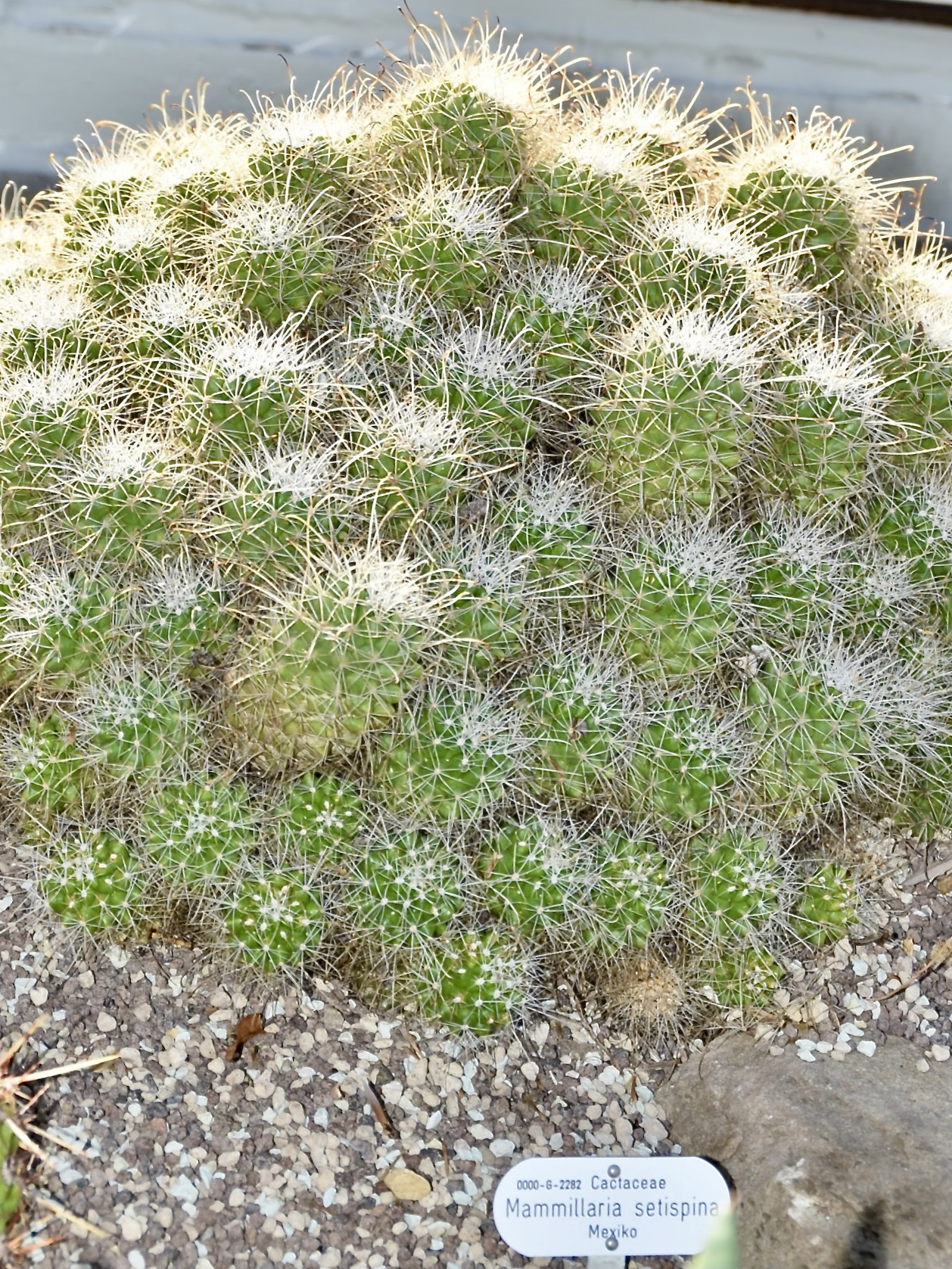
Crecimiento en grupo

## Distribución y hábitat
El área de distribución nativa de esta especie es el noroeste de México (en el centro del estado de Baja California, cerca de Sierra de San Borja, el Cañón de San Julio y en la isla Ángel de la Guardia) y crece principalmente en biomas desérticos o de matorrales secos, a elevaciones de 0 a 400 metros sobre el nivel del mar. 

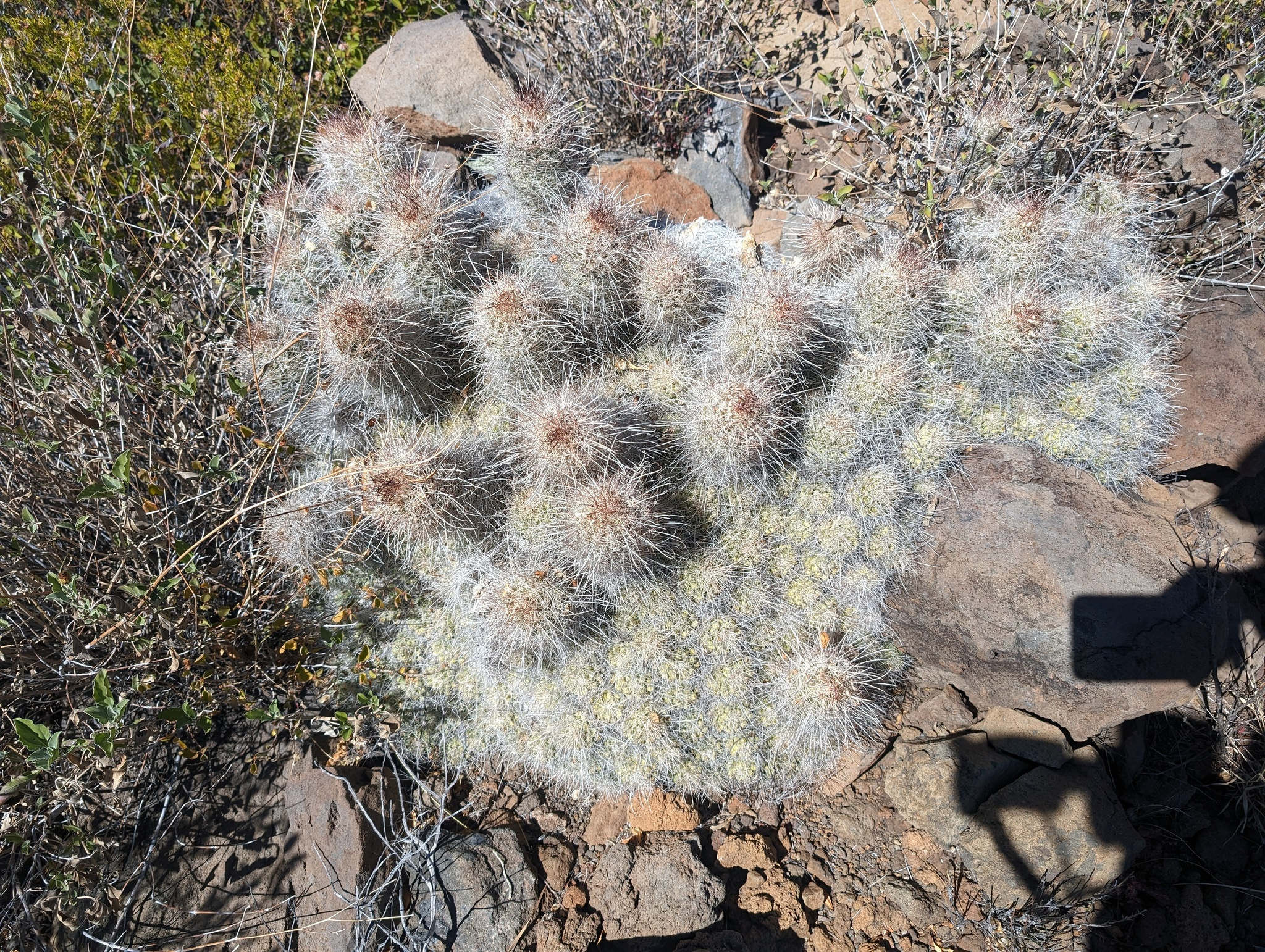
En su hábitat

Prefiere las paredes de los cañones y los acantilados, creciendo entre rocas y suelos bien drenados.

## Taxonomía
La primera descripción de esta especie fue como Cactus setispinus, publicada en 1894 por el botánico estadounidense John Merle Coulter en la revista científica Contributions from the United States National Herbarium 3: 106.
Posteriormente, el botánico británico Frederick Arthur Walton colocó la especie en el género Cochemiea, pasando a llamarse Cochemiea setispina y anotando estos cambios en la revista científica Cactus Journal; Devoted Exclusively to Cacti and Other Succulent Plants 2: 51 en el año 1899.
Etimología
- Cochemiea: nombre genérico que hace referencia a la tribu indígena Cochimí, que en el pasado ocupó un gran territorio de Baja California y cuya área es parte del área de distribución natural de este género.
- setispina: epíteto específico que deriva de las palabras latinas seta (que significa 'pelo') y spinus (que significa 'espinoso'), haciendo referencia a las delgadas espinas marginales de la especie.[5]

## Usos
Se cultiva principalmente como planta ornamental y su propagación se realiza a través de esquejes o semillas.

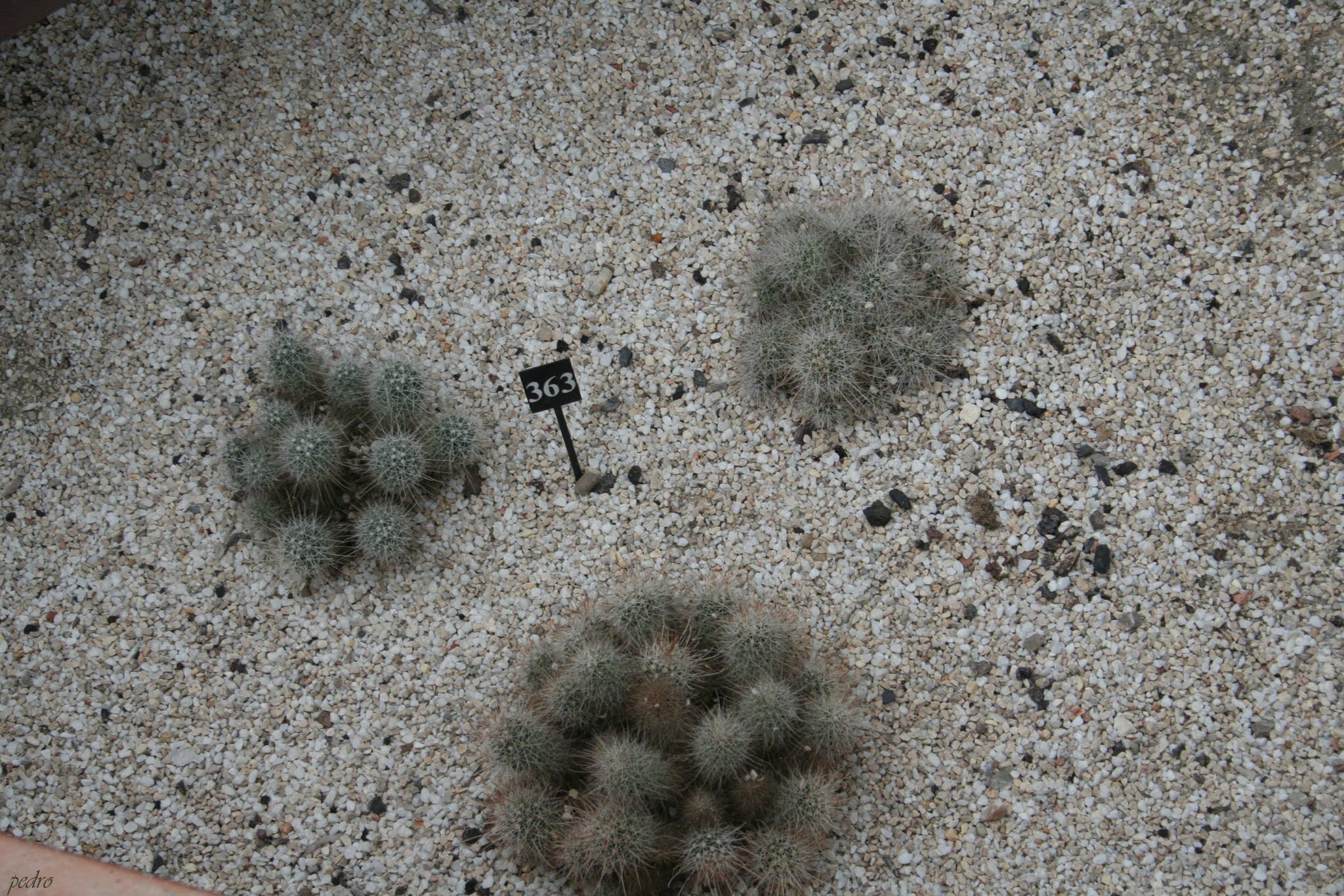
Cultivo